# Ficus pisocarpa
Ficus pisocarpa är en mullbärsväxtart som beskrevs av Carl Ludwig von Blume. Ficus pisocarpa ingår i släktet fikonsläktet, och familjen mullbärsväxter. Inga underarter finns listade i Catalogue of Life.